# Видалення недосяжного коду
У теорії компіляторів ви́даленням недося́жного ко́ду (англ. unreachable code elimination) називають оптимізацію, що видаляє недосяжний код, тобто код, який міститься в програмі, але з певних причин ніколи не виконується. В графі потоку управління програми цей код міститься у вузлах, недосяжних з початкового вузла. Саме́ перетворення безпосередньо не впливає на швидкість виконання програми, адже видаляються інструкції, які все одно ніколи не виконуються і не займають процесорного часу; але воно надає непрямий позитивний ефект, знижуючи тиск на кеш інструкцій і розширюючи можливості подальших оптимізацій, що працюють із графом потоку керування.

## Приклади
Розглянемо такий приклад мовою Сі:
```
int
 
foo
(
int
 
a
)

 
{

  
int
 
b
;

  
b
 
=
 
a
 
<<
 
2
;

  
return
 
b
;

  
b
 
=
 
47
;
 
/* Недостижимый код */

  
return
 
0
;
 
/* Недостижимый код */

 
}

```

У цьому прикладі операція присвоювання b = 47 і подальший вихід із процедури є недосяжним кодом, оскільки воно відбувається після безумовного повернення з процедури. Коли під час оптимізації зазначені операції буде видалено, отримаємо:
```
int
 
foo
(
int
 
a
)

 
{

  
int
 
b
;

  
b
 
=
 
a
 
<<
 
2
;

  
return
 
b
;

 
}

```

Поширеною практикою в налагодженні програм є тимчасове відключення частини коду. Зазвичай це досягається коментуванням цієї ділянки коду (що часто буває складно, через наявність у програмі інших коментарів) або директив препроцесора (в C/C++ це директиви #if 0 ... #endif). Використання видалення недосяжного коду може служити альтернативою виключенню коду за допомогою препроцесора.

Розглянемо такий приклад мовою Java:
```
 
public
 
static
 
int
 
Sample
()
 
{

  
int
 
a
 
=
 
5
;

  
int
 
b
 
=
 
6
;

  
int
 
c
;

  
c
 
=
 
a
 
+
 
b
;

  
if
(
false
)
 
{
 
/* DEBUG */

   
System
.
out
.
format
(
"%d"
,
 
c
);

  
}

  
return
 
c
;

 
}

```

Код всередині оператора if неможливо виконати, оскільки він недосяжний, і буде повністю видалений під час оптимізації.